# Poussy-la-Campagne
Poussy-la-Campagne är en kommun i departementet Calvados i regionen Normandie i norra Frankrike. Kommunen ligger i kantonen Bourguébus som ligger i arrondissementet Caen. År 2018 hade Poussy-la-Campagne 90 invånare.

## Befolkningsutveckling
Antalet invånare i kommunen Poussy-la-Campagne
Referens:INSEE